# Quebec (album)
Quebec è l'ottavo album in studio della rock band statunitense Ween, pubblicato il 5 agosto 2003 su Sanctuary Records. Fu il primo album pubblicato dopo la scadenza del contratto della band con Elektra, e segnò il suo ritorno alle etichette indipendenti.

## Il disco
L'11 agosto 2011, Dean Ween pubblicò senza preannuncio una raccolta di brani su due dischi, solo per MP3, The Caesar Demos, con riferimento al nome originale della band, per gli amici sulla sua pagina Facebook. Nel suo commento, ha dichiarato che le canzoni sono state tutte registrate tra il 2001 e il 2003 quando il batterista Claude Coleman, Jr. si stava riprendendo da lesioni subite in un incidente d'auto e che in molti dei brani comparivano solo lui e Gene. Oltre ad alcune registrazioni che sono state poi inserite nell'album, le demo presentano anche alcune versioni alternative e alcune canzoni che sono rimaste inedite.

## Accoglienza
Il critico musicale Mark Prindle ha nominato Quebec il miglior album degli anni 2000 in un'intervista su Red Eye di Fox News Channel con Greg Gutfeld. Mojo lo ha nominato il miglior album n. 39 del 2003. "CMJ" lo ha nominato il miglior album n. 8 del 2003.

## Altri media
La canzone It's Gonna Be a Long Night è presente nel videogioco Tony Hawk's Underground 2 e nello show televisivo The Shield. 
Il videoclip musicale di Transdermal Celebration è stato animato da Adam Phillips.

## Tracce
1. It's Gonna Be a Long Night – 2:48
2. Zoloft – 3:51
3. Transdermal Celebration – 3:25
4. Among His Tribe – 3:25
5. So Many People in the Neighborhood – 3:28
6. Tried and True – 4:01
7. Happy Colored Marbles – 3:12
8. Hey There Fancypants – 1:59
9. Captain – 3:58
10. Chocolate Town – 3:26
11. I Don't Want It – 3:16
12. The Fucked Jam" (instrumental) – 2:53
13. Alcan Road – 5:10
14. The Argus – 4:51
15. If You Could Save Yourself (You'd Save Us All) – 4:44